# Skalička u Hranic

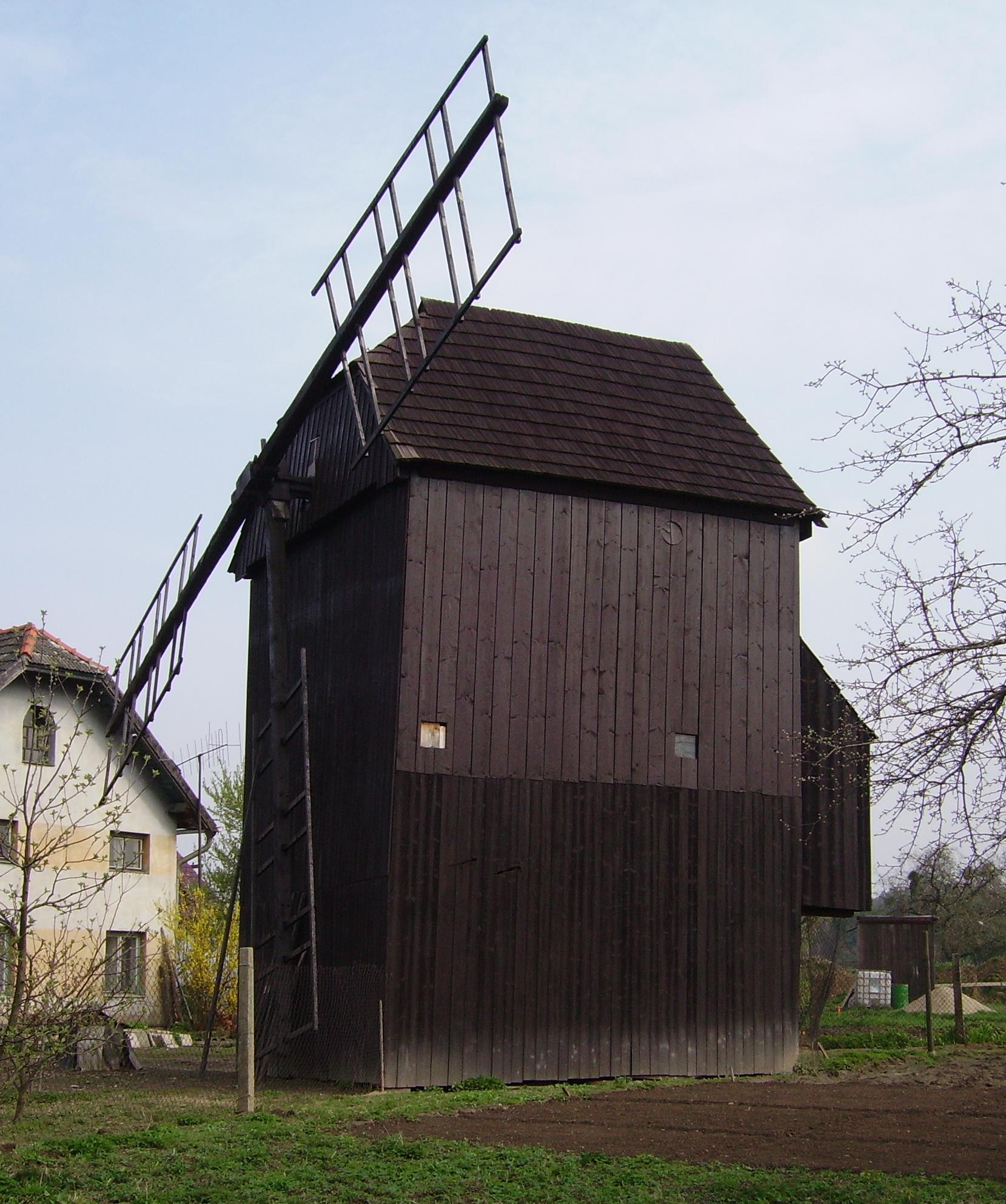
Windmühle

Skalička (deutsch Skalitschka) ist eine Gemeinde in Tschechien. Sie liegt sechs Kilometer südöstlich von Hranice und gehört zum Okres Přerov.

## Geographie
Skalička befindet sich linksseitig über dem Tal der Bečva in der Kelečská pahorkatina (Keltscher Hügelland). Das Dorf liegt an einem Höhenrücken zwischen den Tälern der Bäche Hluboký potok und Nihlovský potok. Nördlich erheben sich die Černá (304 m) und Hůrka (337 m), im Nordosten der Na Strážnici (353 m), südöstlich der Strážisko (335 m) und im Süden die Strážné (399 m). Gegen Südwesten erstreckt sich das Waldgebiet Nihlovský les.
Nachbarorte sind Hluzov und Špičky im Norden, Kamenec, Milotice nad Bečvou und Hustopeče nad Bečvou im Nordosten, Pod Doubravou, Na Valše und Lešná im Osten, Ve Včelárně und Zámrsky im Südosten, Dolní Těšice und Horní Těšice im Süden, Malhotice und Opatovice im Südwesten, Ústí und Nové Sady im Westen sowie Zbrašov und Černotín im Nordwesten.

## Geschichte
Archäologische Funde im Grand des Nihlovský potok belegen eine Besiedlung des Gebietes seit der Altsteinzeit. Die erste urkundliche Erwähnung von Scalicz erfolgte im Jahre 1329, als der Olmützer Bischof Hynko Vlček von Domky mit dem Gut belehnte. Der Name des Ortes leitet sich von den Jurakalkfelsen im Hrabí-Wald her. Seit 1429 gehörte das Dorf zu den Keltscher Pfarrdörfern. Im Jahre 1412 wurde der Ort als Skalička, ab 1675 als Skalycžka bzw. Skalicžka und ab 1798 als Skalitschka bezeichnet. Ab 1429 gehörte Skalička zu den Keltscher Pfarrdörfern die Matriken wurde dort ab 1662 geführt. Zu den bischöflichen Lehnsmannen gehörten u. a. die Žernovský von Žernov, als deren Besitz seit 1554 erstmals die Feste genannt wurde. Seit 1618 hatten die Ullersdörfer von Nimptsch über 120 Jahre das Lehn inne. In der Mitte des 18. Jahrhunderts bestand das Dorf aus 13 Anwesen und vier Chaluppen. Nach dem Heimfall des Gutes verkaufte das Bistum Skalička 1738 für 18.000 Gulden an Christoph Erdmann Freiherr Minkwitz von Minkwitzburg. Zwischen 1750 und 1770 wurde im Dorf eine Schule eingerichtet. Christoph Erdmanns Sohn Otto Minkwitz, der Skalička 1799 geerbt hatte, verkaufte das Gut an Richard Freiherrn von Mattencloit. Dieser veräußerte es 1807 an Franz Xaver Guyard Graf Saint Julien, der die Feste zu einem Empireschloss umgestalten ließ. Bis zur Mitte des 19. Jahrhunderts blieb Skalička immer ein eigenständiges Lehngut.
Nach der Aufhebung der Patrimonialherrschaften bildete Skalička/Skalitschka ab 1850 eine Gemeinde in der Bezirkshauptmannschaft Mährisch Weißkirchen. Ab 1854 gehörte das Gut einem Grafen Strachwitz, der in Skalička ein außereheliches Kind zeugte. Ihm folgten ab 1858 der Graf Stockau und ab 1864 die Familie von Dubský. Diese verkaufte das Gut, das ihnen als Sommersitz gedient hatte, 1876 für 90.000 an das Erzbistum Olmütz. Im Jahre 1870 wurde ein neues Schulhaus eingeweiht. Die Freiwillige Feuerwehr gründete sich 1893.
Nach der Gründung der Tschechoslowakei wurde im Sommer 1919 in Skalička ein Grundstücksfonds zur Parzellierung des erzbischöflichen Großgrundbesitzes Kelč und Kamenec eingerichtet. 1924 erfolgte der Bau der Straße vom Schlosstor nach Ústí. Die Autobusverbindung von Kelč nach Hranice wurde zwei Jahre später aufgenommen. Der 1921 gegründete Turnverein Sokol weihte 1928 seine Turnhalle im früheren herrschaftlichen Speicher ein; später wurde sie zum Kulturhaus umgebaut. Im Jahre 1930 wurde Skalička an das Elektrizitätsnetz angeschlossen. Der örtliche Friedhof entstand 1943. Zum Ende des Zweiten Weltkrieges wurden in den Gasthäusern U Kučů und U Bagarů deutsche Soldaten einquartiert. Am 28. April griff eine Partisanengruppe die Wehrmachtsabteilung an. Skalička geriet am 7. Mai 1945 ins Schussfeuer der deutschen Artillerie und wurde tags darauf von der Roten Armee eingenommen. Nach der Aufhebung des Okres Hranice wurde Skalička 1960 dem Okres Přerov zugeordnet. 1973 wurde der neue Kindergarten eingeweiht. Ab 1976 wurden die Gemeinden Zámrsky, Ústí und Těšice (Horní Těšice und Dolní Těšice) dem Örtlichen Nationalausschuss Skalička angeschlossen und 1983 gänzlich eingemeindet. Diese Orte lösten sich am 24. November 1990 wieder los.

## Gemeindegliederung
Für die Gemeinde Skalička sind keine Ortsteile ausgewiesen.

## Sehenswürdigkeiten
- Schloss Skalička und Schlosspark, es entstand 1807 für Franz Quiard Graf Saint Julien im Empirestil anstelle der seit 1554 nachweisbaren Feste. Die Grafen Dubský ließen es 1872 zu ihrem Sommersitz umgestalten und verkauften es zwei Jahre später an das Bistum Olmütz. Am 14. November 1924 kaufte die Kongregation der Schwestern des hl. Kyrill und Method das Schloss und den Park für 550.000 Kronen und errichtete darin eine Anstalt für geisteskranke und epileptische Mädchen. Diese wurde 1960 verstaatlicht. Träger der Anstalt, die seit 2007 den Namen Domov Větrný mlýn Skalička trägt, ist seit 2003 der Olomoucký kraj.
- Sandsteinstatue des hl. Johannes von Nepomuk im Schlosspark, geschaffen 1712, sie wurde zwischen 1854 und 1864 an ihren heutigen Standort versetzt.
- Neogotische Waldkapelle des hl. Theodor, der Bau wurde 1842 unter Franz Quiard Graf Saint Julien begonnen und 1872 unter den Grafen Dubský vollendet
- gemauerter barocker Glockenturm am Dorfplatz, errichtet zu Beginn des 18. Jahrhunderts
- Bockwindmühle in der Flur Skalečníky, am südöstlichen Ortsrand. Sie wurde zu Beginn des 19. Jahrhunderts bei Dřevohostice errichtet, an ihren Bauteilen finden sich die Jahreszahlen 1786 und 1812. Um 1850 erwarb der Müller J. Herodek die Mühle und ließ sie an ihren heutigen Standort versetzen. Seit 1940 ist die Windmühle als Denkmal geschützt. Der Mahlbetrieb wurde 1966 eingestellt.
- Naturreservat Doubek mit 26 ha Fläche, östlich des Dorfes
- Kapelle der Jungfrau Maria
- Marienstatue
- Ehemaliger Kalkbruch Skala im Wald Hrabí